# Палатинська гвардія
Палатинська гвардія, Почесна Палатинська гвардія (італ. Guardia palatina d'onore) — папська гвардія, частина збройних сил Папської держави. По старшинству йшла після Шляхетної гвардії. Положення та устав про службу наслідувала від Роти елітних гренадерів. У своїй діяльності підпорядковувалась камерленгу Святої Римської церкви, а під час конклаву — маршалу конклаву, для охорони кардиналів. Гвардією командував підполковник в чині полковника італійської армії. Ліквідована, як і більшість збройних формувань Святого Престолу в 1970 році.
Девіз — Fide constamus avita

## Історія
Палатинська гвардія була створена за наказом папи Пія ІХ 1 січня 1851, шляхом злиття Міської міліції народу Рима та Палатинської роти, через те, що під час проголошення Римської республіки римська міліція перейшла на сторону повсталих. Нова частина складалася з двох батальйонів загальною чисельністю біля 500 чоловік. В 1859 році нагороджується званням «почесної» з присвоєнням оркестру та знамені. Знам'я було виготовлено Комітетом римських дам і освячене 31 березня 1860 в церкві Сан-Сільвестро. Воно мало вигляд біло-жовтого полотнища з гербом Пія ІХ, що було прив'язане до древка покритого червоним оксамитом та золотим Архангелом Михаїлом зверху.
В 1860 році гвардія брала участь у сутичках з повстанцями. Вона, також, охороняла потяги із артилерійськими снарядами та продовольством. А в 1867 році брала участь разом із французькими військами в зупинці гарібальдійських сил під Ментано. Тоді чисельність Палатинської гвардії становила 748 осіб у 8 ротах. З 1867 по 1870 гвардія була залучена до охорони папи, аж до самого кінця Папської області. З часу падіння Папської держави і до підписання Латеранських угод в 1929 році папа є «в'язнем Ватикану», і весь цей час гвардія несе службу лише на території Ватиканських палаців. 17 жовтня 1892 року папа Лев ХІІІ, на основі проекту кардинала-держсекретаря Рамполли, зводить Палатинську гвардію в один батальйон з 4 рот, із загальною чисельністю в 341 особу. А в 1899 році була змінена форма.
Після укладення Латеранських угод Палатинська гвардія вперше брала участь у заходах поза межами Ватикану — в 1933 році вона була присутня на службі в Базиліці св. Іоанна Латеранського. Папою Павлом VI 26 червня 1966 року нагороджується золотою медаллю. Цей же папа ліквідовує гвардію листом до кардинала Вілло від 14 вересня 1970 разом із іншими збройними формуваннями Святого Престолу, окрім Швейцарської гвардії. Ветерани гвардії утворили Асоціацію Громадянської Елітної гвардії свв. апп. Петра і Павла, при якій діє гвардійський оркестр.